# Ary Borges
Ariadna Alves Borges, coneguda professionalment com Ary Borges   (São Luís, 28 de desembre de 1999) és una futbolista brasilera que actua com a migcampista ofensiva al Racing Louisville i a la selecció nacional.

## Biografia

### Inicis
Nascuda a São Luís, capital del Maranhão, va ser criada per la seva àvia. Als 10 anys va traslladar-se a São Paulo, per viure amb els pares. Després de fer vàries proves en equips de futbol, va incorporar-se a les categories de futbol base de l'AD Centro Olímpico, equip amb el que va arribar debutar en el futbol professional.

### Futbol professional
Va ser traspassada a l'Sport Recife, on va jugar dues temporades (2017 i 2018), alçant-se totes dues amb el campionat pernambucano. El 2019 va passar al São Paulo FC, que llavors jugava en la segona divisió nacional, on va acabar guanyar la competició i aconseguint l'ascens. La temporada següent, fitxa pel Palmeiras. Amb els verd-i-blancs va disputar tres temporades, obtenint una copa paulista, el subcampionat brasiler i guanyant la Libertadores de 2022.
Les seves bones actuacions van obrir-li les portes del mercat internacional, fitxant el desembre de 2022 pel Racing Louisville de la NWSL estatunidenca.

### Selecció brasilera
L'any 2018 va ser una peça clau per l'equip sub-20 del Brasil, amb el que va conquerir el Campionat Sud-americà i va poder disputar la Copa del Món de la categoria. El 2020 va arribar la primera convocatòria amb l'absoluta. L'any següent no va figurar en la llista de convocades pels Jocs de Tòquio, però sí que ho va fer en la de la Copa Amèrica de 2022, on va obtenir el seu primer títol internacional.
El juliol de 2023 participa en la seva primera Copa del Món, celebrada a Austràlia i Nova Zelanda. En l'estrena en la competició, va tenir un debut immillorable, anotant un hat-trick i donant una assistència en la victòria de les brasileres contra Panamà (4-0).

## Palmarès
Sport
- Campionat Pernambucano: 2017, 2018

São Paulo
- Campionat Brasiler A2: 2019[11]

Palmeiras
- Copa Paulista: 2021
- Campionat Paulista: 2022
- Copa Libertadores: 2022[5]

Selecció Brasilera
- Campionat Sud-americà Sub-20: 2018
- Torneig Internacional de Futbol Femení:[a] 2021[12]
- Copa Amèrica: 2022[9]